# The Mark of Kri
The Mark of Kri est un jeu vidéo d'action-aventure développé par SCE San Diego Studio et édité par Sony Computer Entertainment sur PlayStation 2. Il est sorti en Europe en mars 2003.
Il a pour suite Rise of the Kasai.

## Synopsis
Il y a longtemps, le plus redoutable des sorts maléfiques, le sceau de Kri, fut brisé en six fragments, éparpillés alors à divers endroits du monde pour éviter qu'ils ne tombent entre de mauvaises mains. Mais les serviteurs des ténèbres, devenus puissants, recherchent désormais les fragments perdus. Seul Rau le guerrier et Kuzo le corbeau peuvent les empêcher de libérer d'épouvantables forces du mal.